# Sigmaringendorf
Sigmaringendorf település Németországban, azon belül Baden-Württembergben. Lakosainak száma 3748 fő (2023. december 31.).

## Népesség
A település népessége az elmúlt években az alábbi módon változott:
| Lakosok száma | 3029 | 3083 | 3279 | 3405 | 3487 | 3695 | 3674 | 3771 | 3579 | 3748 |
|               | 1961 | 1967 | 1974 | 1980 | 1987 | 1993 | 2000 | 2006 | 2013 | 2023 |